# Winterbaden

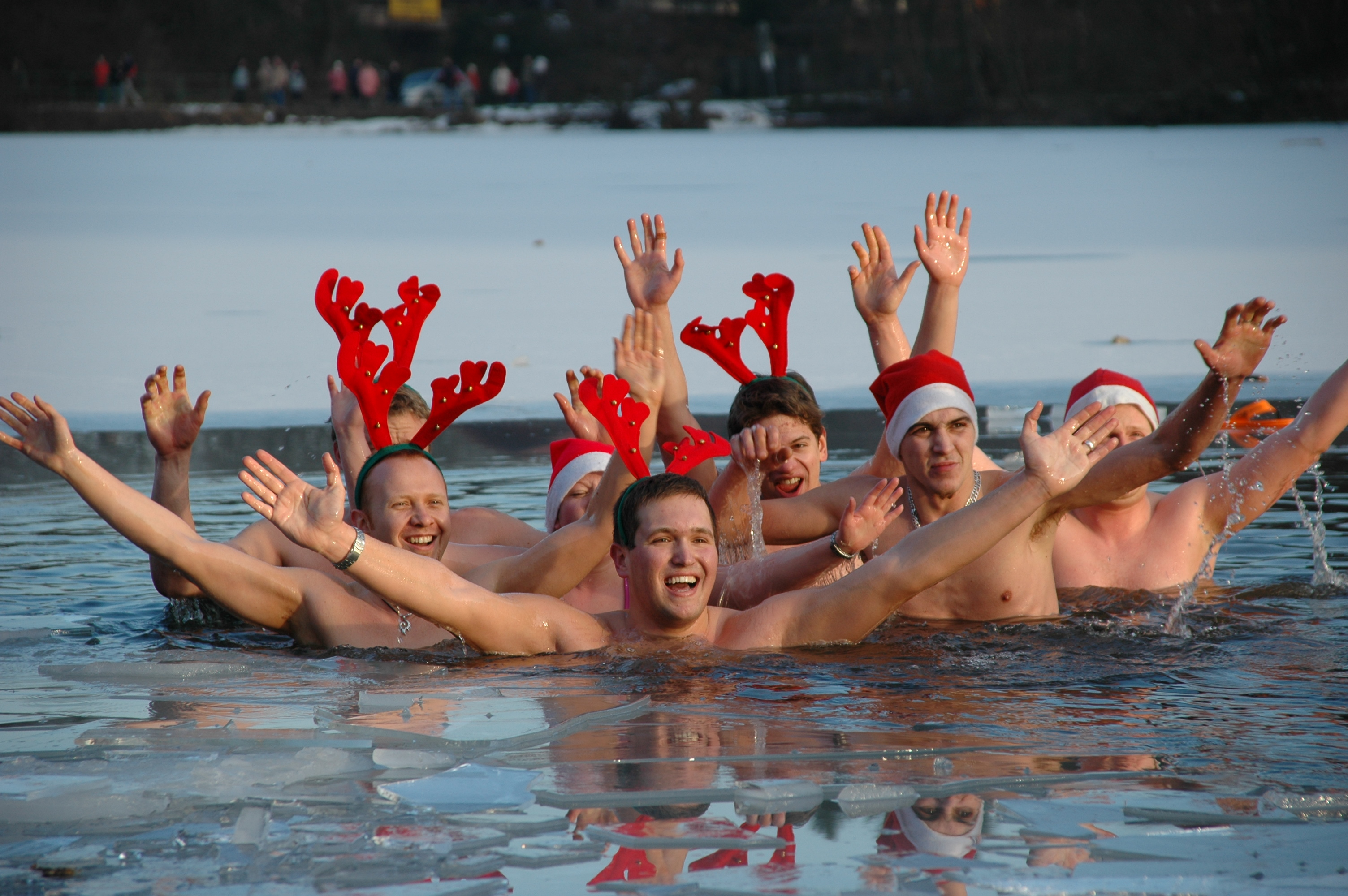
Eisbaden im Saarland (Januar 2006)

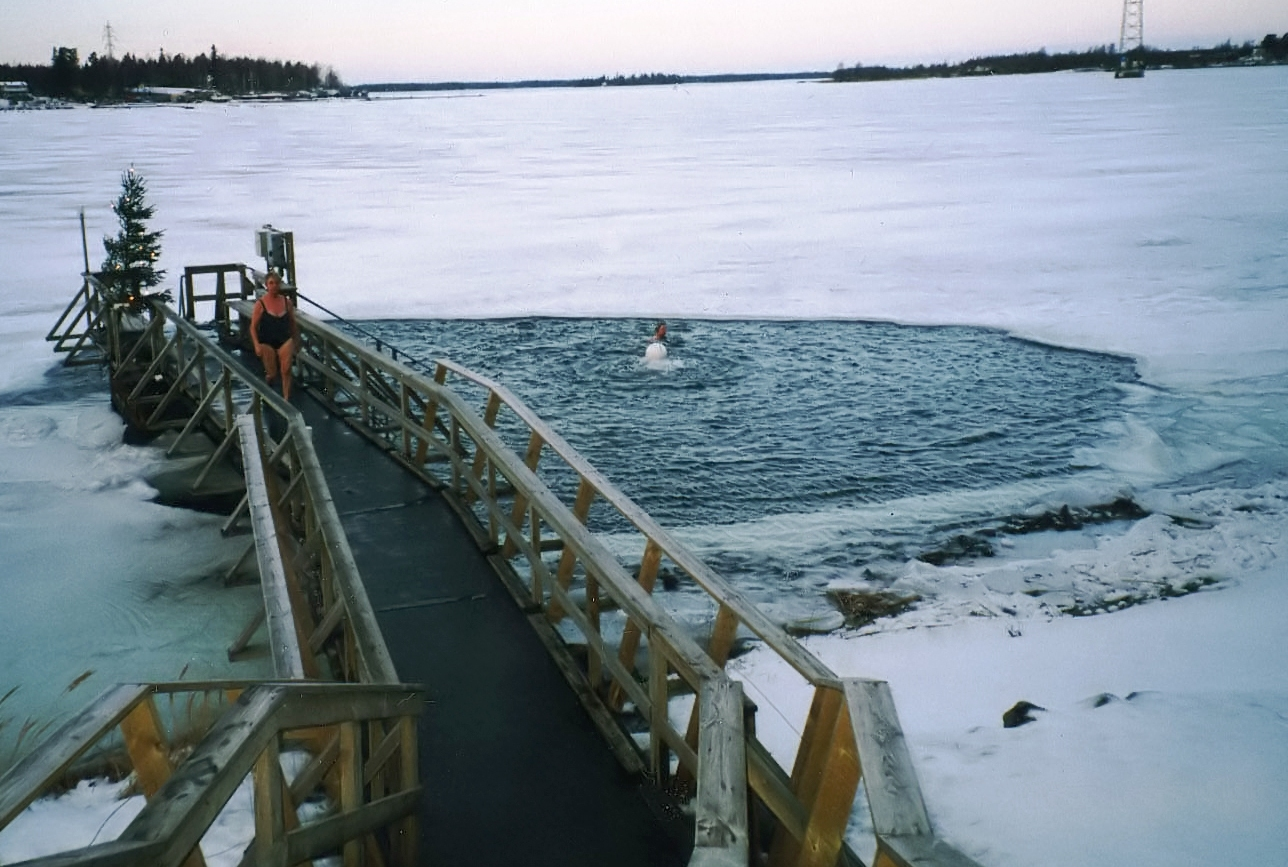
Winterschwimmen „Avantouinti“ in Vaasa, Finnland (März 2007)

Eisbaden oder Winterbaden ist das Baden in freien Gewässern bei Wassertemperaturen von bis nahe 0 °C. Die Bezeichnung Winterbaden ist präziser als Eisbaden, da es sinnvollerweise im Herbst begonnen und das ganze Winterhalbjahr bis zum Frühjahr fortgesetzt wird, also nur teilweise mit Eis in Verbindung zu bringen ist. Die Bezeichnung Eisbaden ist aber geläufiger.
Das Eisbaden im engeren Sinne schließt ein, dass die Beteiligten ein ausreichend großes Loch ins Eis des Gewässers hacken, um dann beispielsweise über Leitern oder einen Steg in das Wasser zu steigen.
Eisschwimmen oder Winterschwimmen unterscheidet sich vom Baden vor allem dadurch, dass hier die Aktivität Schwimmen – in der Regel Freiwasserschwimmen – dazukommt. Winterschwimmer nutzen oft Kanäle oder Flüsse, die im Winter nicht so schnell zufrieren. 4 Grad Celsius gilt als Grenzwert, unter dieser Wassertemperatur spricht man von Eisschwimmen, darüber von Winterschwimmen. Je nach Reglement ist bei diesem Extremschwimmen die Verwendung eines Neoprenanzugs gefordert, erlaubt oder verboten. Insbesondere die Luftblasen des Schaumstoffs reduzieren den Wärmefluss von der damit bedeckten Körperoberfläche zum kalten Wasser.
Es gibt populäre Winterschwimm-Veranstaltungen, wie das Donau-Schwimmen in Neuburg, an denen Tausende Sportler teilnehmen. Am 6. Januar findet mancherorts ein nach dem Feiertag benanntes Dreikönigsschwimmen statt.

## Geschichte
Winterbaden oder -schwimmen wird seit Jahrhunderten als Volkssport in vielen Ländern mit natürlich zufrierenden Gewässern betrieben. Bereits von Johann Wolfgang von Goethe ist bekannt, dass er das Eis der Ilm aufgehackt hat, um im kalten Wasser zu baden. Ein Pionier der Naturheilkunde, der das Winterbaden im 19. Jahrhundert öffentlichkeitswirksam vorexerzierte, war der „Gesundheitsapostel“ Ernst Mahner.
In der DDR wurden ab etwa 1970 Vereine und Organisationen zugelassen, die entsprechende Veranstaltungen organisierten wie den Seehundpokal-Wettbewerb von der Jugendzeitschrift  Die Trommel. Ebenso wurde und wird in der Bundesrepublik (alt und neu) diese Wintersportart gepflegt, teils individuell, teils in Vereinen. Im Jahr 2003 wurde von rund 1000 deutschen Eisbadern aus Vereinen berichtet.
Die Sportgemeinschaften, die es in der ganzen Welt für die Winterbader oder -schwimmer gibt, nennen sich Seehunde, Pinguine, Eiszapfen, Bernauer Eisheilige, Schwimmende Eisritter, Merchweiler Seelöwen oder ähnlich und treten meist medienwirksam auf.

## Gesundheitlicher Nutzen
Wissenschaftliche Untersuchungen konnten bisher keinen positiven Einfluss auf das Immunsystem durch Eisbaden nachweisen.
So wie andere Sportler, z. B. Sprinter oder Gewichtheber, ihren Organismus trainiert haben, in wenigen Sekunden sehr viel Energie in Bewegung umzusetzen, so ist der Organismus des Winterbaders darauf trainiert, bei aktuellem Kältereiz seine Energiereserven reflexartig in Körperwärme umzusetzen, so dass eine Unterkühlung gar nicht erst eintritt. Der Winterbader bleibt nur wenige Minuten im kalten Wasser, so dass er danach die sich im Körper ausbreitende Wärme gut nutzt. Dem Kältereiz werden positive Auswirkungen auf die Gesundheit im Allgemeinen und auf das Immunsystem im Speziellen nachgesagt. 
Untrainierten kann nicht empfohlen werden, mitten im Winter ins kalte Wasser zu steigen. Als Vorbereitung sollte vom Sommer an wöchentlich (möglichst mehrmals) im Freien gebadet werden. Auch regelmäßiges Wechselduschen ist zum Training sehr gut geeignet.
Im Allgemeinen wird davon abgeraten, den Kopf (und damit die Haare) unterzutauchen. Da die Hände und Füße besonders schnell auskühlen, sollten die Hände beim Baden in die Luft gehalten und dünne schützende Schuhe an den Füßen getragen werden. Wenn Badesachen benutzt wurden, ist eine Auskühlung nach dem Baden unbedingt zu vermeiden.

## Winterschwimmen als Massensport

### Veranstaltungen in Deutschland (Auswahl)
- Spreeschwimmen, das an der Schiffsanlegestelle Zenner in Berlin im Februar 2000 erstmals stattfand; bei 3 Grad Wassertemperatur mussten 300 Meter zur Insel der Jugend und zurück geschwommen werden.
- Seit 1985 findet im Berliner Orankesee regelmäßig im Januar der eisige Spaß statt. Mutige aus vielen deutschen Eisschwimm-Klubs sowie Gesundheitsbewusste aus anderen Ländern nehmen teil, z. B. kamen im Januar 2003 120 Teilnehmer und 500 Schaulustige. Die Veranstaltung erhält den Charakter eines Eisfaschings und ein Motto, z. B. 2003 Neptun und sein Gefolge.[3] oder 2016 beim 31. WiB „Das Leben ist bunt“.[7]
- 2006 wurde in einem Berliner Freibad ein WildBadeTag ausgerichtet, bei dem auf einer 25-Meter-Bahn eine Freistilstaffel zu absolvieren war.
- Am Helenesee fand im Januar 2006 die erste Eisbadeveranstaltung der Region statt.[8]
- In der Elbe fand am 7. Januar 2007, organisiert durch Eisbader aus Radebeul, ein Neujahrsschwimmen statt.[9]
- Im Wöhrsee fand vom 9. bis 11. Januar 2015 die erste Ice Swimming German Open statt, bei der über 100 Starterinnen und Starter aus 10 Ländern angereist sind. Organisiert wurde bzw. wird dieses Event von Oliver Halder und Christof Wandratsch. Wandratsch holte mehrere Weltrekorde und ist mehrfacher Weltmeister über 1000 Meter und weitere Distanzen im Eiswasser.[10] Im Wöhrsee trainiert auch die Eisschwimmerin und Weltmeisterin Julia Wittig.
- Seit 2015 finden jährlich internationale Wettkämpfe im Rahmen der Ice Swimming German Open statt, die von 2015 bis 2017 im Wöhrsee in Burghausen und seit 2018 in Veitsbronn gastieren. Eisschwimmer aus über 20 Nationen reisen dazu mittlerweile in den kleinen Ort bei Nürnberg, um im dortigen Veitsbad bei den Rennen teilzunehmen.[11]

### Veranstaltungen in Österreich
Im Winter 2020/2021 entfielen wohl die meisten Veranstaltungen während des Lockdowns im Zuge der COVID-19-Pandemie im Dezember/Jänner. Sylvester 2021 gab es zwar keinen Lockdown doch neben einer Gastronomiesperrstunde um 22 Uhr (in der letzten Dezemberwoche) auch ein Personenlimit für private Feiern.
- In Pertisau am Achensee findet seit 2001 am Silvesternachmittag ein für alle tauglicher Bewerb mit paarweisem Start und 40 bis 50 Teilnehmern statt: Eine Kübel-Dusche kaltes Wasser zum Akklimatisieren, 3-Meter-Sprung vom Steg ins Wasser, 25 Meter Schwimmstrecke zum aufgeblasenen Eisberg, 8 Meter raufklettern, eine Glocke läuten, runter (eventuell springen) und zurückschwimmen. Seit einigen Jahren wird nicht der schnellste, sondern das Erreichen der Durchschnittszeit aller Teilnehmer gewertet. Zusätzlich Gaudiwertung für Verkleidung.
- Am Silvesternachmittag wurde etwa vier Jahre lang bis 2007 von Oberlandshaag donauüberquerend nach Aschach geschwommen. Gestartet wurde am linken Ufer an einem flachen, grobsteinigen Einstieg etwa 300 Meter oberhalb des Ziels am Marktplatz des rechtsufrigen Aschach. Der Fluss ist hier 250 Meter breit, erschwerend wirkt sich die unmittelbar oberhalb liegende 45°-Rechts-Biegung des Flusses aus, indem eine Strömungskomponente in Richtung linkes Ufer und damit gegen die Schwimmrichtung auftritt. Neoprenhülle von Kopf bis Zehen ist für diese Distanz nötig, manche wählten alternativ mehrere Lagen Latexhandschuhe, Schwimmbrille oder Tauchmaske isolieren ebenfalls. Einzelne beugten dem Eindringen von kaltem Wasser vor, indem sie vor dem Start warmes Wasser in den Anzug schütteten. Massenstart auf schnellste Zeit. Veranstaltet von der Tauchschule non dubitare, damals Feldkirchen an der Donau.
- In Graz findet seit 2012 (wieder) ein Dreikönigsschwimmen der Wasserrettung in der Mur von Höhe Murinsel flussab zum Augarten (Nord) statt, in Neopren, mit den Füßen voran und am Rücken liegend, um zu vermeiden, mit dem Steißbein an einen Stein anzustoßen.[12]
- Graz. Mit der Flachwasserzone etwa 500 Meter oberhalb des Murkraftwerks Graz gibt es seit 2020 eine günstige strömungsfreie Einstiegsstelle, die von Extremschwimmerin Claudia Müller – mit anderen – gerne genützt wird.[13][14]
  - Seit 2021 findet hier jährlich im Februar ein Eisschwimmen des Österreichischen Betriebssportverbands statt.[15]
  - 2023 und 2024 fand hier (wieder?) wiederholtes sonntägliches Winterschwimmen mit Claudia Müller statt. Die Mur ist hier etwa 70 Meter breit und wird an der Einstiegsstelle durch die sog. Flachwasserzone etwa um 15 Meter verbreitert, zum rechten Ufer und zurück bestehen also 170 Meter geografische Distanz. Die Strömung ist gering, beim Einstieg steigt man in weichen Schlamm, der sich durch den Stau des Kraftwerks Graz-Puntigam ablagert.
- Seit 2013 findet in Altenwörth, NÖ im Altarm der Donau ein Silvesterschwimmen des Freizeitvereins als sportliche Gaudi statt.[16] Silvester 2018 nahmen am zusätzlich eingeführten 1. Altenwörther Eisschwimmcup über 50 und 100 Meter Freistil vier Damen und zehn Herren im Alter von 16 bis 68 Jahren teil, die Zeiten betrugen 34 bis 182 Sekunden. 90 Teilnehmer schwammen 2018 zur Gaudi vom Ufer zum Kopf des Stegs.[17] Am 16. Februar 2019 fanden hier die 4. Österreichischen Meisterschaften im Eisschwimmen statt, mit Distanzen von 25 und 50 Meter jeweils Brust oder Kraul und 100, 200 und 1000 Meter im Freistil in einem Schwimmbecken und der internationale ICE CUP in denselben Kategorien statt.[18]
- In Obertraun am Hallstättersee fand am 3. März 2018 das 1. Hallstättersee Eisschwimmen statt. Verantwortlicher Veranstalter ist Bernhard Höll aus Bad Goisern, der neben diesem Event auch für den Hallstättersee-Schwimm-Marathon[19] verantwortlich und auch Co-Organisator der Salzkammergut-Mountainbike-Trophy[20] ist. Das 2. Hallstättersee-Eisschwimmen fand am 1. Dezember 2018 statt, das 3. am 14. Dezember 2019. Im kühlen Nass des Hallstättersees sind vier 50-Meter-Bahnen angelegt und stehen insgesamt sieben verschiedene Bewerbe am Programm (Brust: 50 m, Kraul: 50 m, 100 m, 200 m, 500 m, 1000 m, Staffel 4 × 50 m).
- In der erst vor einigen Jahren entdeckten Eishöhle im Gletscher in Hintertux wurde der Gletscher-Palast eingerichtet. Im Gletschersee ist Eisschwimmen möglich.
- Reither Dreikönigsschwimmen, seit 2015 jährlich im Reither See, Alpbachtal, Tirol mit Wertung von Verkleidung und Anreise, veranstaltet von der Ortsstelle Reith der ÖWR, Sonntag, 5. Jänner 2020, über 43 Meter von Eis befreiter Strecke zu einem kleinen Floß.[21]
- Etwa seit 2006, auch 2021, wegen Hochwassers 2013 entfallen: Dreikönigsschwimmen in der Ybbs in Amstetten ab dem Fußgängersteg, der flussabwärts der Allersdorfer Brücke liegt. Seit Jahren setzt sich damit die Bürgerinitiative Pro-Ybbs für einen guten ökologischen, naturnahen Zustand des Flusses ein, für weitere Renaturierung und gegen ein letztes heute noch geplantes Kraftwerk „Hohe Brücke“ der EVN, gegen den Verbau im Natura-2000-Gebiet.[22][23]
- Seit 1. Januar 2016 – Neujahrsschwimmen der Sportunion Waidhofen an der Ybbs, ein Eintauchen in die stehende Ybbs, 2020 mit 30 Teilnehmern.[24][25]
- Seit 2010: Neujahrsschwimmen von der Villa Bulfon und Oktober–Mai Winterschwimmen sonntags beim Schloßhotel in Velden am Wörthersee. Die Biber des Vereins Sport am Wörthersee.[26][27]

### Veranstaltung in der Schweiz
- In Genf findet seit 1934 jährlich das Weihnachtsschwimmen Coupe de Noël im Genfersee statt mit zuletzt knapp 2500 Teilnehmern statt, von denen sich viele kostümieren. Teams von bis zu 20 Personen schwimmen die 125 Meter Distanz, danach steht ein warmer Whirlpool zur Verfügung.[28][29]
- Immer an einem Sonntag um den 6. Dezember wird in Zürich das so genannte Samichlausschwimmen organisiert. Bei diesem seit 1999 existierenden Anlass wird auf einer Strecke von 111 Meter die Limmat im Bereich der Frauenbadi überquert.[30]

### Veranstaltungen in anderen Ländern (Auswahl)

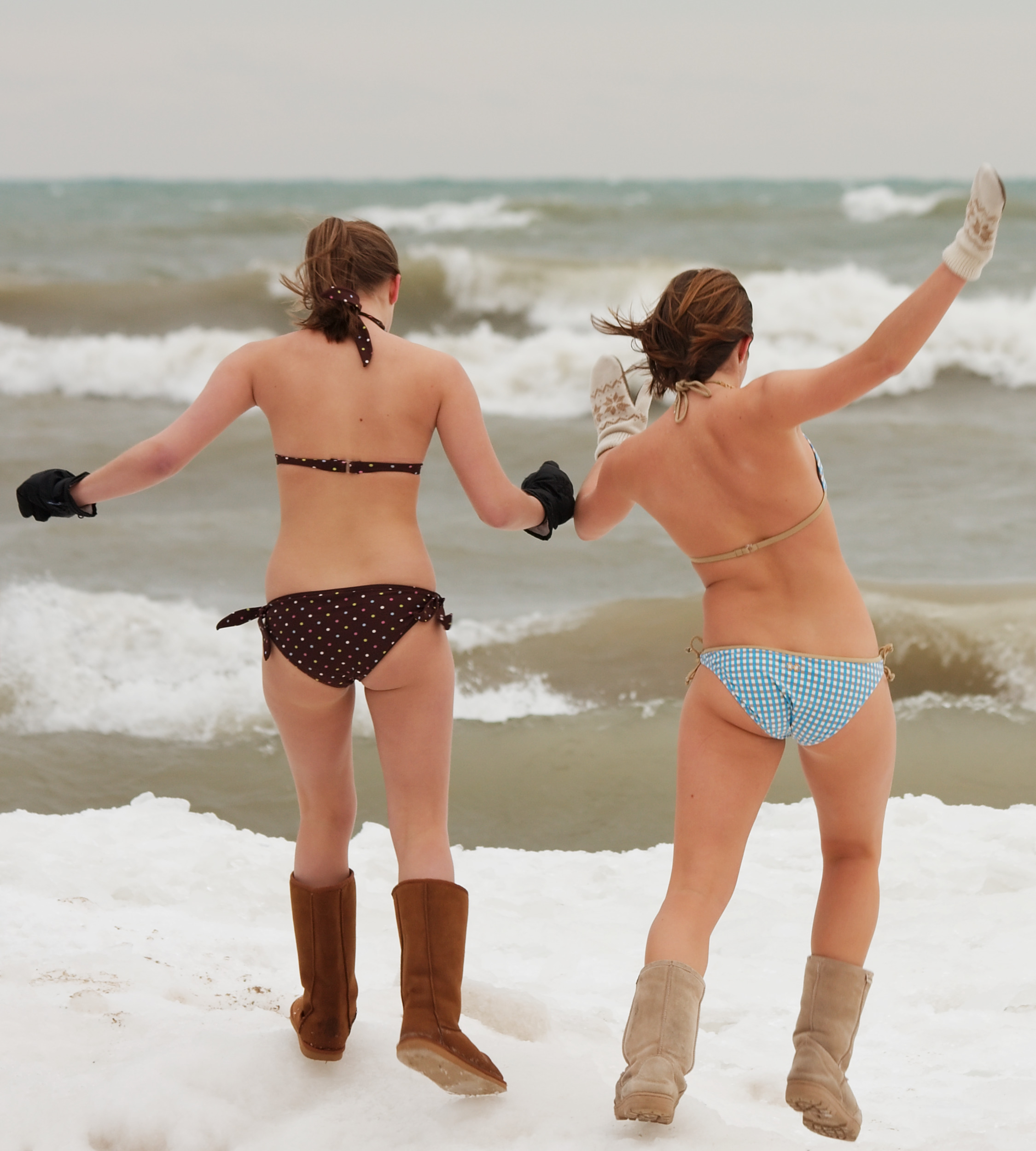
Polar Bear Plunge – Eisbaden am Bradford Beach, Milwaukee, Wisconsin, USA im Lake Michigan – hier Brauch seit 1916 (Neujahr 2009)

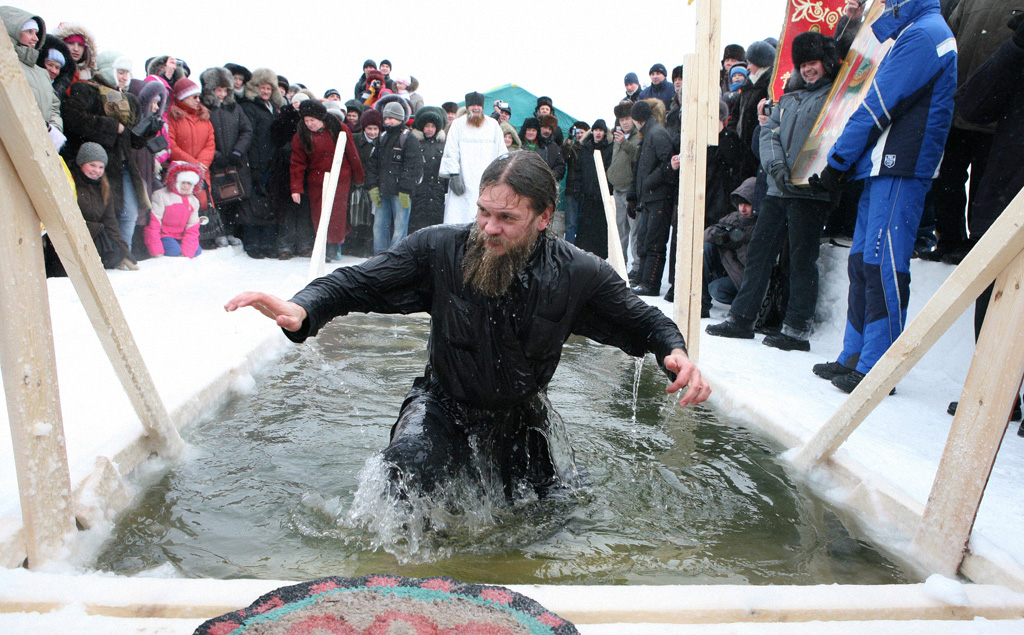
Eisbaden zum Epiphanie-Fest (Erscheinung des Herrn) der Russisch-Orthodoxen Kirche in Nowosibirsk, Sibirien (Januar 2008)

- Aus Großbritannien wurde berichtet, dass es in der Nähe von London seit ca. 1940 einen Damenclub der Ganzjahres-Schwimmerinnen gibt, deren älteste Aktive im Jahr 2004 82 Jahre alt war.[31]
- In Tschechien wird seit 1923 jährlich am 2. Weihnachtsfeiertag das Moldauschwimmen organisiert, dabei müssen mindestens 100 Meter geschwommen werden. Das Event wird heute als Memorial-Schwimmen zu Ehren des tschechischen Sportlers Alfred Nikodém, des Gründers dieser Tradition, durchgeführt.[32]
- In Russland ist das Eisbaden bei oft dafür geeigneten Wetterbedingungen weit verbreitet. Russisch-orthodoxe Christen betreiben es in Anlehnung an die Taufe Christi als Reinwaschungsritual zu Epiphanias am 19. Januar. Dazu werden kreuzförmige Löcher im Eis von Flüssen angeboten, samt einer Treppe und Plattform unter Wasser.[33] Bulgariens Orthodoxe feiern Epiphanie schon am 6. Jänner und tauchen nach Kreuzen in kalten Gewässern.[34]
- In Peking, China gibt es die großen Houhai-Seen, in denen auch im Winter neben Eis geschwommen wird.[35]
- In Kanada und den USA gibt es zahlreiche Winterschwimmveranstaltungen für jedermann. Häufig werden diese als Benefizveranstaltung durchgeführt, einige davon haben tausende Teilnehmer ins kalte Wasser gebracht. Der Coney Island Polar Bear Club wurde 1903 als älteste Winterbadeverein der USA gegründet und schwimmt regelmäßig an Wintersonntagen und zu Neujahr im Atlantikstrand von Coney Island, New York. Vom Verein L Street Brownies, gegründet 1902, in South Boston, Massachusetts ist ein Neujahrsschwimmen im Atlantik aus 1904 dokumentiert. Winterschwimmen reicht in South Boston jedoch nach einigen Quellen bis 1865 zurück, wahrscheinlich von europäischen Immigranten eingeführt. Am Neujahrstag findet der Polar Bear Swim in der English Bay vor Vancouver, B.C., Kanada statt.
- Auf der von Neuseeland betriebenen Scott Base auf Ross Island, Antarktika wird zur Mittsommernacht um den 21. Dezember als langjähriger Brauch für Mitarbeiter und Touristen seit zumindest 1997 in einem Eisloch gebadet, das mithilfe Lochschmelzer und Kettensäge hergestellt wird.[36]

## Eisschwimmen als Sport und als Extremsport

### Weltmeisterschaften
Seit dem Winter 1999/2000 gibt es auch in dieser Sportart Weltmeisterschaften (Winter Swimming World Championships), die ersten fanden im finnischen Jyväskylä statt. Bei Lufttemperaturen von minus 10 °C wurde aus einem zugefrorenen See eine Schwimmfläche von 25 Meter Länge und 12 Meter Breite aus dem 40 cm dicken Eis herausgesägt. Im folgenden Winter wurde an gleicher Stelle bereits mit 700 Teilnehmern, von denen die meisten aus Finnland und Russland kamen, die zweite Weltmeisterschaft durchgeführt. Im Jahr 2003 nahmen schon 13 Länder an diesen internationalen Wettkämpfen teil.
Für die offiziellen Wettkämpfe müssen die Teilnehmer Badesachen (Hose oder Anzug aus nicht durchsichtigem Material) und können Mützen und Schwimmbrillen tragen. Ein wärmehaltendes Hautpflegemittel ist nicht erlaubt.
Weitere Weltmeisterschaften fanden 2006 (in Oulu), 2008 (in London) und 2010 (im slowenischen Bled) statt. Die Teilnehmer des Jahres 2006 kamen aus Australien, Belgien, Deutschland, Estland, Finnland, Großbritannien, Kasachstan, Lettland, Libanon, Niederlande, Norwegen, Russland und Schweden.
Außer den 25-Meter-Einzelstrecken wurde nun auch eine Team-Performance für Jedermann eingeführt (pro Team wurden zwischen 3 und 20 Schwimmer zugelassen, keiner durfte länger als fünf Minuten im Wasser sein).
Kinderwettbewerbe und etliche Fun-Schwimmen wie auch eine Fackelschwimmstaffel wurden ausgeschrieben. Dem Sieger des Einzelschwimmens winkte ein Preisgeld von 1000 Euro; alle Teilnehmer bekamen eine Medaille. Die achte Weltmeisterschaft wurde vom 20. bis 22. Januar 2012 in Jūrmala, Lettland, ausgetragen. Die Disziplinen und Regeln entsprachen jenen der vorangegangenen Veranstaltungen.
Die neunte Weltmeisterschaft fand 2014 in der finnischen Stadt Rovaniemi statt, die am Polarkreis gelegene Hauptstadt Lapplands. Die zehnte Weltmeisterschaft wurde 2016 in Tjumen ausgetragen.
Im Februar 2020 wurden die 12. Winter Swimming World Championships nach 2010 erneut in Bled (Slowenien) ausgetragen.
2023 wurden die Weltmeisterschaften vom 23. bis 29. Januar zum dritten Mal in Bled ausgetragen.
Den Titel über 1000 Meter sicherte sich der Franzose Alexandre Bermond in 13:42:33 min, der Deutsche Paul Bieber wurde Siebter in 15:58:22 min.
Neben den Weltmeisterschaften im Winter-Schwimmen (Winter Swimming World Championships) gibt es die Weltmeisterschaften im Eisschwimmen, veranstaltet von der International Ice Swimming Association. Die fünfte Eisschwimm-WM fand von 11. bis 15. Januar 2023 in Samoëns, Frankreich, statt. Dort wurden die deutsche 4-mal-50-Meter-Freistil-Mixstaffel (Andreas Waschburger, Kilian Graef, Alisa Fatum und Christoph Karum) und die deutsche 4-mal-250-Meter-Freistilstaffel (mit neuer Weltrekordzeit) Weltmeister im Eisschwimmen.

### Austragungsmodus der Eisschwimm-Weltmeisterschaften
Für die Wettkämpfe werden keine offiziellen Disziplinen unterschieden; die zurückzulegenden Strecken werden in den Austragungsorten festgelegt und sind unterschiedlich lang; es zählt die erreichte Zeit. Vergleiche in den Schwimmstilen Freistil und Brust sind jedenfalls schon durchgeführt worden. Bewährt hat sich inzwischen eine Streckenlänge von 25 m. Gestartet wird stehend von einer Leiter, wobei die Schultern bereits im Wasser sein müssen. Die Teilnehmer werden nach Altersgruppen und Geschlecht eingeteilt. Im Jahr 2010 wurden Vergleiche in den Disziplinen Brustschwimmen 50 m, Freistil 25 m und Freistil 50 m durchgeführt.

### Extrem-Eisschwimmen
Das Schwimmen in eiskaltem Wasser wird auch als Extremsport betrieben. Dabei werden bei Temperaturen nahe dem Gefrierpunkt Strecken von mehr als einem Kilometer schwimmend zurückgelegt. Bekannte Eisschwimmer sind Lynne Cox und Lewis Pugh. Es wird auch ein Eisschwimm-Rekord notiert, den der Kanadier Pugh mit einer Strecke von 1,2 km in 23 Minuten in einem norwegischen See aufgestellt hat. Der See wird von dem Gletscher Nigards Glaciers gespeist.
- Die längste je in Eiswasser[47] unter 5 °C zurückgelegte Distanz wurde am 16. Dezember 2021 von Krzysztof Gajewski aus Polen erreicht. Er schwamm im Kopalnia See bei 4,60 °C 3,91 km (2,43 Meilen) in einer Zeit von 1:19:34 Stunden.
- Den deutschen Rekord hält seit Januar 2021 der 37-jährige Extremschwimmer Paul Bieber, der vor Wasserburg bei unter 5 °C Wassertemperatur im Bodensee in 43,03 Minuten 2,210 km weit schwamm.[48]
- Die Eismeile (unter 5 Grad Celsius, rund 1609 Meter weit in üblicher Badebekleidung) wurde bisher von 449 Schwimmern weltweit geschwommen. Davon waren 23 Schwimmer aus der IISA Deutschland, 9 Schwimmer aus der IISA Österreich und 4 Schwimmer aus der IISA Schweiz. (Stand 8. Mai 2023[49]) Bei den Damen hält die deutsche Schwimmerin Julia Wittig mit einer Zeit von 21:33 Minuten den Rekord über die Eismeile.
- Die meisten – einzelnen – Eismeilen weltweit ist der Ire Ger Kennedy geschwommen. Insgesamt bringt er es auf offiziell 14 Eismeilen.[50] In Deutschland hält Paul Bieber den Rekord mit insgesamt 10 Eismeilen.[51][52]

In Lyon werden bei einer jährlichen Veranstaltung seit etwa 1981 im Januar acht Kilometer die Rhône flussab geschwommen, allerdings mit Flossen und Schwimmanzügen.

## International Ice Swimming Association
Die International Ice Swimming Association (IISA) wurde am 1. Juli 2009 vom Eisschwimmer Ram Barkai in Kapstadt, Südafrika gegründet, der zuvor am 31. Januar 2009 in Zürich 1,43 Meilen (2,30 km) in 43 Minuten bei 4 °C Wassertemperatur begleitet von einem Boot geschwommen war. Die „Ice Mile“ wird in Wasser von maximal 5 °C mit Schwimmbrille, -kappe und Badekleidung geschwommen. 2014 wurde daneben die 1-km-Distanz eingeführt.
Die IISA listet Schwimmergebnisse über 1 km und mehr im Bereich der Antarktis – definiert als Orte mit mehr als 60° südlicher Breite – gesondert. 26 Einträge stammen von 23 Sportlern aus den Jahren 2002 bis 2018. Die Wassertemperaturen reichen von −1,2 bis +2,0 °C, die Strecken in einem Fall bis zu 2,25 km, die die Inderin Bhakti Sharma in 41:14 min in Paradise Harbour 2018 geschwommen ist. Die Kilometer-Distanz in kürzester Zeit (11:08 min) schaffte der Bulgare Petar Stoychev im selben Jahr.
Das Salzwasser des Meeres kann Temperaturen unter 0 °C, dem Gefrierpunkt von reinem Wasser annehmen, die höhere Dichte des Salzwassers liefert dem menschlichen Körper mehr Auftrieb, wodurch sich der Schwimmer Kraftaufwand zum Auftauchen zum Atmen spart oder anders gesehen bei gleichem Aufwand der Kopf etwas weiter aus dem Wasser ragt und dadurch vom Wasser weniger gekühlt wird.
Die IISA hatte die Vision, Eisschwimmen als Disziplin bei den Olympischen Winterspielen 2022 einzuführen, was aber schließlich nicht gelang.